# Iglesia de San José (Detroit)
La iglesia de San José, fundada en 1855, es una histórica iglesia católica alemana ubicada en 1828 Jay Street en el área del vecindario Eastern Market – Lafayette Park a las afueras del centro de Detroit, Michigan en el centro este de la ciudad. El edificio fue incluido en el Registro Nacional de Lugares Históricos en 1972 y se consideró "de importancia nacional" debido a sus vitrales. Tres edificios subsidiarios, la rectoría, el convento y la Casa Wermers, se agregaron a la lista en 1992. Es una parroquia de la Arquidiócesis de Detroit, y actualmente un santuario dedicado a la celebración de la liturgia anterior al Vaticano II (la Misa Tridentina) bajo el cuidado de los canónigos del Instituto Cristo Rey Soberano Sacerdote.

## Arquitectura

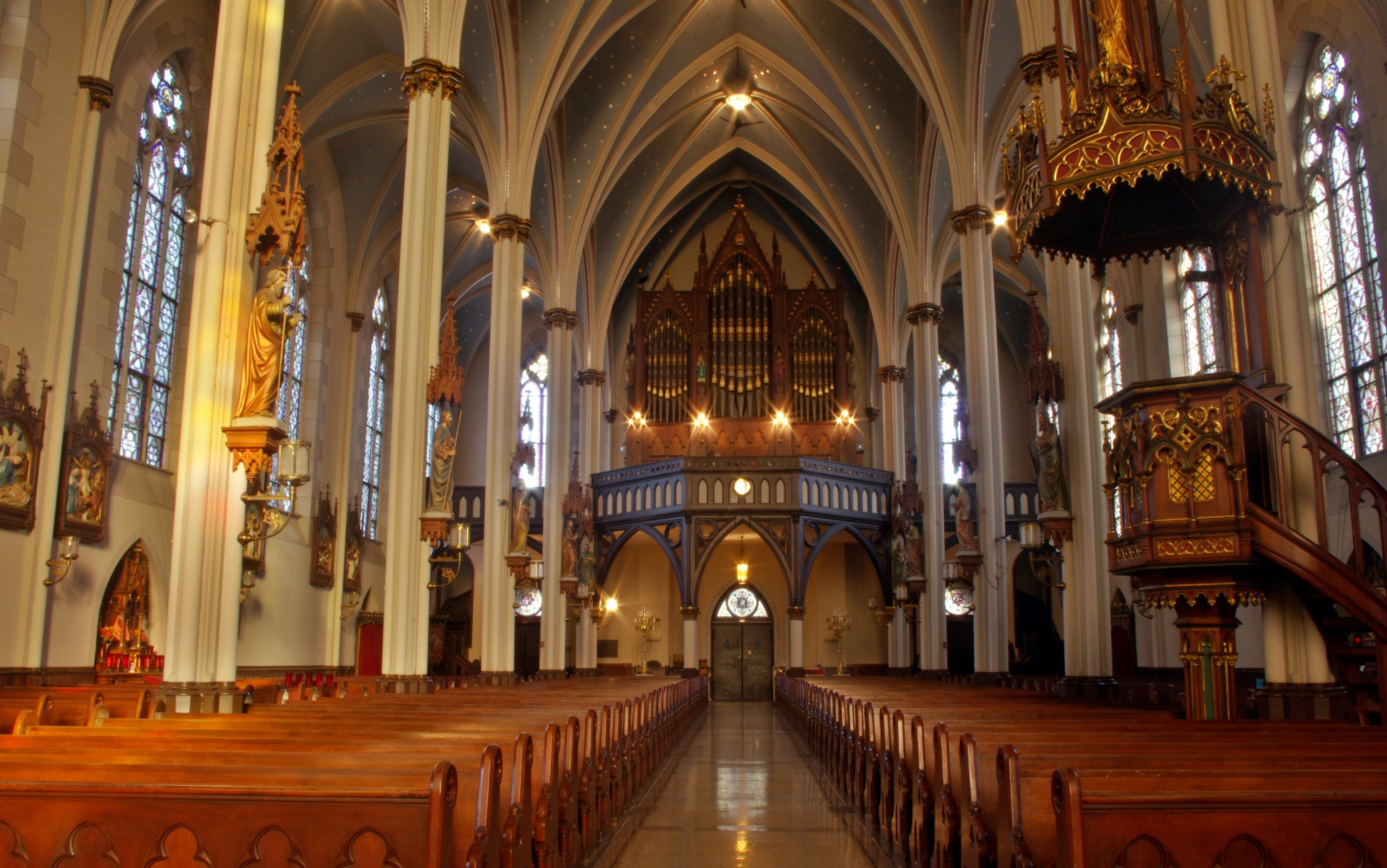
La cabecera de la nave de iglesia.

La estructura neogótica de la iglesia, inspirada en la iglesia de Himpler St. Katharina (1860-1863) en Wallerfangen (Saarland), se colocó la primera piedra en 1870 y se dedicó en 1873, lo que la convierte en una de las iglesias más antiguas que existen en Detroit. Francis G. Himpler, un arquitecto neoyorquino nacido en Ottweiler (Alemania), diseñó el edificio que se considera uno de los mejores ejemplos de arquitectura gótica victoriana del Medio Oeste, especialmente porque la estructura está efectivamente inalterada. El edificio se distingue por sus vitrales, notables por sus intrincados diseños y su amplio uso. También destaca la carpintería, estatuas y altar mayor original en el interior. Fue incluida en el Registro Nacional de Lugares Históricos en 1972; los edificios en el complejo circundante se agregaron en 1992